# Чигринский, Дмитрий Анатольевич
Дми́трий Анато́льевич Чигри́нский (укр. Дмитро Анатолійович Чигринський; род. 7 ноября 1986, Изяслав, Хмельницкая область) — украинский футболист, защитник. Серебряный призёр молодёжного чемпионата Европы 2006 года. Играл за национальную сборную Украины. Заслуженный мастер спорта Украины. Окончил факультет менеджмента Донецкого государственного университета управления.

## Клубная карьера

### «Шахтёр»

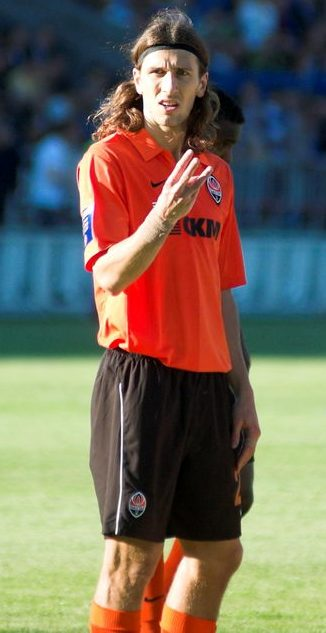
Чигринский в составе «Шахтёра», 2009 год

Футболом Чигринский начал заниматься во львовском училище физической культуры, а в 16 лет он пополнил футбольную школу донецкого «Шахтёра».
С 2002 по 2004 год защищал цвета «Шахтёра-2». В 2004 году выпустился из академии «Шахтёра», перейдя во взрослую команду. В 2005 году Чигринского отдали в аренду запорожскому «Металлургу», где он стал игроком основы. Вернувшись в «Шахтёр» в 2006 году, он стал основным центральным защитником клуба и выиграл чемпионат Украины. За время пребывания в «Шахтёра» Дмитрий дважды становился чемпионом Украины, побеждал в Кубке и Суперкубке Украины, стал обладателем Кубка УЕФА (2009). В первой половине сезона 2007/08 был капитаном «Шахтёра», позже — вице-капитаном.
Что символично, против будущего клуба, «Барселоны», Чигринский провёл и свой первый матч в еврокубках (розыгрыш Лиги чемпионов УЕФА 2004/05), и последний на то время за донецкую команду (в Суперкубке УЕФА 2009).

### «Барселона»
31 августа 2009 года Чигринский прошёл медосмотр и перешёл в каталонскую «Барселону» за 25 миллионов евро. 12 сентября 2009 года футболист дебютировал в новом клубе. «Барселона» не могла заявить Дмитрия в розыгрыш Лиги чемпионов, так как он уже был заигран за «Шахтёр». В дебютном сезоне молодого Чигринского аккуратно подпускали к основе «Барселоны», в решающих матчах отдавая предпочтение сыгранной паре центральных защитников — Пуйоль — Пике. В чемпионате Испании футболист провёл за «Барселону» 12 матчей, из них 10 — в основном составе, а всего за «Барселону» сыграл в 18 встречах.

### Возвращение в «Шахтёр»
В июле 2010 года поменялось руководство «Барселоны» — свои полномочия сложил Жоан Лапорта, передав президентское кресло Сандро Росселю, а вместе с ним и определённые финансовые трудности. Одним из решений проблем новое руководство «Барселоны» посчитало продажу Чигринского в «Шахтёр» за 15 миллионов евро. Сам Чигринский так прокомментировал сложившуюся ситуацию:

Гвардиола говорил мне о своей уверенности, что после сборов я буду хорошо играть. Всё зависело от меня. Я был уверен, что буду играть в основе, выучил язык и уже адаптировался, должен был начать предсезонную подготовку. Позже Пеп сказал, что до сих пор верит в меня, но у меня нет возможности здесь оставаться из-за финансовых проблем. Тогда я понял, что ситуация такова, что 15 миллионов евро за игрока, который «почти не играл» — хорошее предложение. Я вижу ситуацию очень четко. Иногда в футболе такое происходит. Дмитрий Чигринский, 2010 год.

Я не хотел уходить из «Барселоны». Уйти мне пришлось из-за того, что у «Барселоны» были долги, и им нужно было разгрузить зарплатную ведомость, а «Шахтёр» готов был дать за меня 15 миллионов. Но я до последнего не хотел уходить. Гвардиола говорил, что рассчитывает на меня, но потом он мне позвонил, сказал, что нужно уходить. Дмитрий Чигринский, 2014 год.

Таким образом, на продаже и покупке Дмитрия «Шахтёр» получил положительную разницу в 10 миллионов евро меньше чем за год.

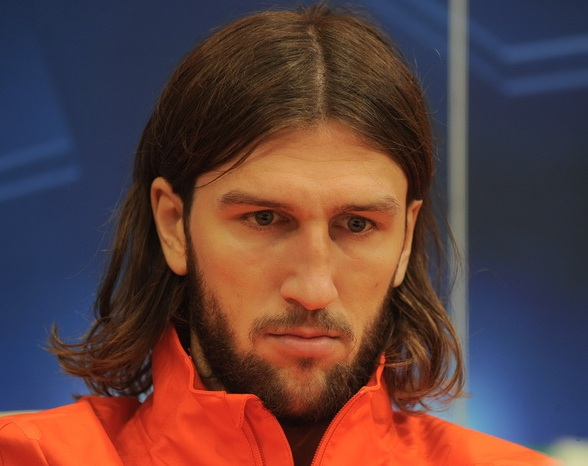
Дмитрий Чигринский в 2011 году

В первом матче после возвращения Чигринский забил гол в ворота «Зари» на 87-й минуте, тем самым принеся победу своему клубу (1:0). После возвращения в «Шахтёр» начала сказываться «специфическая проблема с организмом» Чигринского, пошла череда травм, и до конца 2012 года он больше восстанавливался после травм чем играл. В сезоне 2012/13 он провёл 11 игр, все последующие сезоны практически не играл. Зимой 2015 года «Шахтёр» расторг контракт с Чигринским.

### «Днепр»
9 февраля 2015 года Чигринский подписал контракт с «Днепром» до конца сезона 2014/15. Летом 2015 года продлил его до конца 2015 года. В июне 2016 года покинул клуб в статусе свободного агента.

### АЕК (Афины)

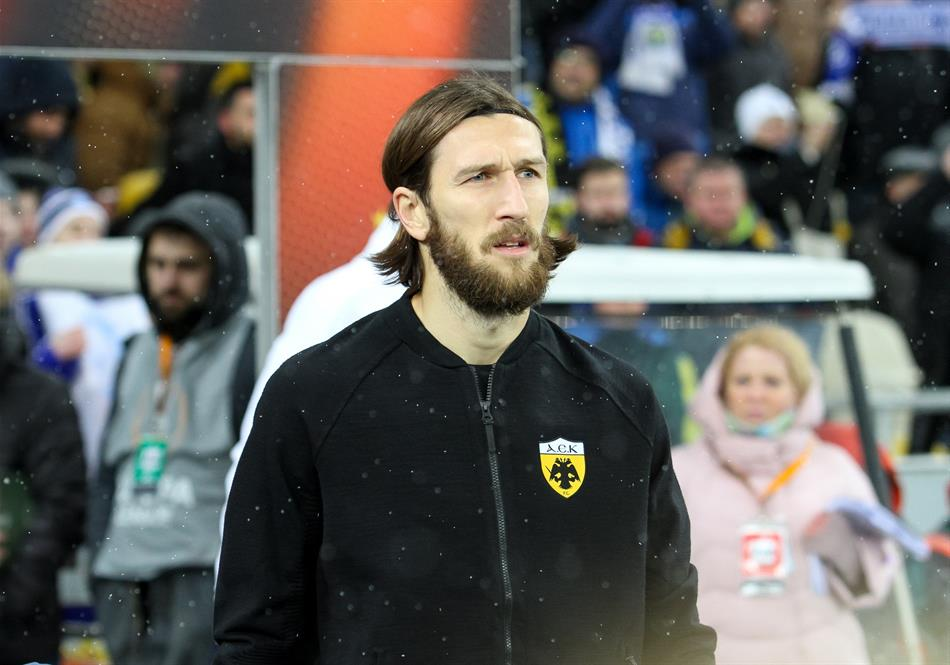
Чигринский в составе АЕКа, 2017 год

11 июня 2016 года подписал контракт с греческим клубом АЕК по системе 2+1 года. 26 февраля 2017 года он забил свой первый гол за клуб в домашней игре с «Ларисой» (3:0). В первом же своём сезоне в клубе стал основным игроком и дошёл до финала Кубка Греции, где его команда уступила ПАОКу со счётом 2:1.
15 июня 2021 АЕК объявил об уходе Дмитрия Чигринского.

### «Ионикос»
10 сентября 2021 года перешёл в греческий клуб «Ионикос» (Никея). Контракт подписан на 1 сезон. 6 июля 2022 года он продлил контракт с клубом ещё на один год.

### Возвращение в «Шахтёр»
4 августа 2023 года «Шахтёр» объявил о подписании центрального защитника в качестве свободного агента. Чигринский вернулся в донецкий клуб после восьмилетнего перерыва, контракт с игроком заключен на один год.

## Карьера в сборной
В составе сборной Украины Чигринский дошёл до полуфинала чемпионата Европы 2004 года среди юношей до 19 лет. Через два года вместе с украинской молодёжкой пробился в финал первенства континента, причём провёл на поле все матчи своей команды и вошёл в символическую сборную чемпионата по версии УЕФА. Правда, в финале украинцы уступили сборной Нидерландов.
Играл за национальную сборную Украины. В 2006 году в её составе поехал на чемпионат мира 2006 в Германии, но почти сразу же потерял все шансы выйти на поле из-за серьёзной травмы бедра.

## Статистика выступлений

### Клубная
Данные на 06.01.2024
| Клуб             | Сезон            | Чемпионат | Чемпионат | Кубок | Кубок | Еврокубки | Еврокубки | Суперкубок | Суперкубок | Всего | Всего |
| Клуб             | Сезон            | Игры      | Голы      | Игры  | Голы  | Игры      | Голы      | Игры       | Голы       | Игры  | Голы  |
| ---------------- | ---------------- | --------- | --------- | ----- | ----- | --------- | --------- | ---------- | ---------- | ----- | ----- |
| Шахтёр           | 2003/04          | 1         | 0         | -     | -     | -         | -         | -          | -          | 1     | 0     |
| Шахтёр           | 2004/05          | -         | -         | 1     | 0     | 1         | 0         | -          | -          | 2     | 0     |
| Металлург (3)    | 2005/06          | 15        | 2         | 3     | 0     | -         | -         | -          | -          | 18    | 2     |
| Шахтёр           | 2005-06          | 11        | 3         | -     | -     | 2         | 0         | -          | -          | 13    | 3     |
| Шахтёр           | 2006/07          | 17        | 0         | 4     | 1     | 8         | 0         | -          | -          | 29    | 1     |
| Шахтёр           | 2007/08          | 27        | 3         | 6     | 1     | 8         | 0         | 1          | 0          | 42    | 4     |
| Шахтёр           | 2008/09          | 23        | 1         | 3     | 0     | 15        | 0         | 1          | 1          | 42    | 2     |
| Шахтёр           | 2009/10          | 4         | 0         | -     | -     | 4         | 0         | -          | -          | 8     | 0     |
| Барселона        | 2009/10          | 12        | 0         | 2     | 0     | -         | -         | -          | -          | 14    | 0     |
| Шахтёр           | 2010/11          | 16        | 2         | -     | -     | 5         | 1         | -          | -          | 21    | 3     |
| Шахтёр           | 2011/12          | 6         | 0         | 1     | 0     | 2         | 0         | -          | -          | 9     | 0     |
| Шахтёр           | 2012/13          | 11        | 1         | 3     | 0     | 1         | 0         | -          | -          | 15    | 1     |
| Шахтёр           | 2013/14          | 3         | 1         | 3     | 0     | 1         | 0         | 1          | 0          | 16    | 1     |
| Шахтёр           | 2014/15          | 1         | 0         | 2     | 1     | 0         | 0         | -          | -          | 3     | 1     |
| Всего за Шахтёр  | Всего за Шахтёр  | 120       | 11        | 25    | 3     | 47        | 1         | 3          | 1          | 195   | 16    |
| Днепр            | 2014/15          | 2         | 0         | 2     | 0     | 0         | 0         | -          | -          | 4     | 0     |
| Днепр            | 2015/16          | 13        | 1         | 3     | 0     | 2         | 0         | -          | -          | 18    | 1     |
| Всего за Днепр   | Всего за Днепр   | 15        | 1         | 5     | 0     | 2         | 0         | -          | -          | 22    | 1     |
| АЕК              | 2016/17          | 16        | 1         | 4     | 0     | 2         | 0         | -          | -          | 22    | 1     |
| АЕК              | 2017/18          | 15        | 1         | 5     | 0     | 7         | 0         | -          | -          | 27    | 1     |
| АЕК              | 2018/19          | 15        | 0         | 4     | 0     | 5         | 0         | -          | -          | 24    | 0     |
| АЕК              | 2019/20          | 21        | 3         | 4     | 0     | 1         | 0         | -          | -          | 26    | 3     |
| АЕК              | 2020/21          | 8         | 0         | 0     | 0     | 5         | 0         | -          | -          | 13    | 0     |
| Всего за АЕК     | Всего за АЕК     | 75        | 5         | 17    | 0     | 20        | 0         | -          | -          | 102   | 5     |
| Ионикос          | 2021/22          | 27        | 1         | 0     | 0     | -         | -         | -          | -          | 27    | 1     |
| Ионикос          | 2022/23          | 26        | 1         | 0     | 0     | -         | -         | -          | -          | 26    | 1     |
| Всего за Ионикос | Всего за Ионикос | 53        | 2         | 0     | 0     | -         | -         | -          | -          | 53    | 2     |
| Шахтёр           | 2023/24          | 3         | 0         | 1     | 0     | -         | -         | -          | -          | 4     | 0     |
| Всего за Шахтёр  | Всего за Шахтёр  | 3         | 0         | 1     | 0     | -         | -         | -          | -          | 4     | 0     |
| Всего за карьеру | Всего за карьеру | 266       | 19        | 48    | 3     | 69        | 1         | 3          | 1          | 383   | 24    |

## Достижения

### Командные
«Шахтёр»
- Чемпион Украины (7): 2005/06, 2007/08, 2010/11, 2011/12, 2012/13, 2013/14, 2023/24
- Обладатель Кубка Украины (5): 2007/08, 2010/11, 2011/12, 2012/13, 2023/24
- Обладатель Суперкубка Украины (2): 2008, 2013
- Обладатель Кубка УЕФА: 2008/09

«Барселона»
- Чемпион Испании: 2009/10
- Победитель Клубного чемпионата мира: 2009

АЕК
- Чемпион Греции: 2017/18

Сборная Украины
- Серебряный призёр молодёжного чемпионата Европы: 2006
- Бронзовый призёр юношеского чемпионата Европы (до 19 лет): 2004

### Личные
- Вошёл в символическую сборную чемпионата мира (до 21 года): 2006[20]
- Заслуженный мастер спорта Украины (2009 год)[21]

### Награды
- Кавалер ордена «За мужество» II степени (2009 год)[22]
- Кавалер Ордена «За мужество» III степени (2006 год)[23]